# 徐彩鸞
徐彩鸞（？年—1355年），字叔和，浦城（今福建省南平市）人，徐嗣源的女兒，李文景妻子。

## 拾炭題詩
徐彩鸞略通經史，每次讀文天祥《六歌》，都感動到流淚。
至正十五年（1355年），青田縣一代的賊寇襲擊浦城，徐彩鸞一家逃往鄰近的山谷，被賊宼們追上。賊寇打算殺害徐嗣源，徐彩鸞挺身而出，打算代父而死，於是賊寇們放了徐嗣源，徐彩鸞輕聲對父親說：「我不會受辱的，但我必死無疑，父親趕快離開吧。」 之後作了首《被掠詩》（途中怨）：「萬水千山去路賒，青鞋踏破幾層沙，登山絕頂重逄嶺，渡水愁深又沒涯。雁字可傳夫與子，魚書難寄母和爺。回頭遙望鄉關處，雲下峰前是我家。」賊寇一行抵達 桂林橋（浦城縣西北招賢里）後，徐彩鸞撿塊木炭在壁上寫下「惟有桂林橋下書，千年照見妾心情」，大罵匪徒一番，趁機投河自殺。

## 評價
- 貝瓊：昔予在京師預編元史，采婦人女子之卓行，較然可傳於後世，若西江之徐彩鸞輩百有餘人，往往亂離之際，蹈水火觸白刃，論者謂其有烈。《清江貝先生集·卷第一》

- 蔡燮堯：逆流歸里，異勝蒲城徐彩鸞。《貞孝姑祠聯》

## 延伸阅读
[在维基数据编辑]
 《元史/卷201》，出自宋濂《元史》